# Эдвардс, Джуниор Дин
Джуниор Дин Эдвардс (7 октября 1926 — 2 января 1951) — солдат армии США, участник Второй мировой и Корейской войн. Был награждён посмертно медалью Почёта за свои действия 2 января 1951 года в ходе первой битвы за Вонджу.
Родился в г. Индианола, штат Айова. Эдвардс вступил в армию в январе 1945 года в городе, где он родился. Участвовал во Второй мировой войне (в последние месяцы) в качестве кока а потом военного полицейского до своей демобилизации в августе 1946 года. Снова вступил в армию в июне 1947 года. Похоронен на кладбище IOOF своего родного города.

## Наградная запись к медали Почёта
Звание и часть: сержант первого класса, армия США, рота Е, 23-й пехотный полк, вторая пехотная дивизия.
Место и дата: Близ Чангбон-ни, Корея, 2 января 1951.
Поступил на службу: Индианола, Айова. Родился: 7 октября 1951
G.O. No.: 13, 1 февраля 1952
Цитата:
Сержант первого класса Эдвардс, роты Е отличился благодаря выдающейся храбрости и отваге при выполнении и перевыполнении долга службы в бою с врагом. Когда его взвод, участвующий в обороне стратегически важного холма, был вытеснен со своей позиции и попал под плотный прицельный огонь вражеского пулемета, с соседней возвышенности, сержант первого класса Эдвардс в одиночку атаковал вражескую огневую позицию, бросая гранаты по мере продвижения. Враг отступил, но когда у Эдвардса закончились патроны, вернулся чтобы вести убийственный огонь. Получив новый боезапас гранат, он снова атаковал вражескую огневую позицию, нейтрализовал пулемёт и истребил пулемётный расчёт, но был вынужден отступить из-за вражеского огня из стрелкового оружия. Когда противник установил новый пулемёт и возобновил обстрел, сержант первого класса Эдвардс снова обновив запас гранат в третий раз бросился сквозь ужасный град огня, подавил второй пулемёт и уничтожил его расчёт. В ходе этой третьей дерзновенной атаки он получил смертельное ранение, но благодаря его неукротимой храбрости и успешным действиям взвод смог вернуть и удержать жизненно важный опорный пункт. Своей непревзойдённой храбростью и отважным самопожертвованием сержант первого класса Эдвардс заслужил величайшую славу и поддержал почитаемые традиции пехоты и военной службы.     
Оригинальный текст (англ.)Rank and organization: Sergeant First Class, U.S. Army, Company E, 23rd Infantry Regiment, 2nd Infantry Division

Place and date: Near Changbong-ni, Korea, January 2, 1951,
Entered service at: Indianola, Iowa. Born: October 7, 1926, Indianola, Iowa
G.O. No.: 13, February 1, 1952
Citation:

Sfc. Edwards, Company E, distinguished himself by conspicuous gallantry and intrepidity above and beyond the call of duty in action against the enemy. When his platoon, while assisting in the defense of a strategic hill, was forced out of its position and came under vicious raking fire from an enemy machine gun set up on adjacent high ground, Sfc. Edwards individually charged the hostile emplacement, throwing grenades as he advanced. The enemy withdrew but returned to deliver devastating fire when he had expended his ammunition. Securing a fresh supply of grenades, he again charged the emplacement, neutralized the weapon and killed the crew, but was forced back by hostile small-arms fire. When the enemy emplaced another machine gun and resumed fire, Sfc. Edwards again renewed his supply of grenades, rushed a third time through a vicious hail of fire, silenced this second gun and annihilated its crew. In this third daring assault he was mortally wounded but his indomitable courage and successful action enabled his platoon to regain and hold the vital strongpoint. Sfc. Edwards' consummate valor and gallant self-sacrifice reflect the utmost glory upon himself and are in keeping with the esteemed traditions of the infantry and military service.— 